# Marcus Klossek

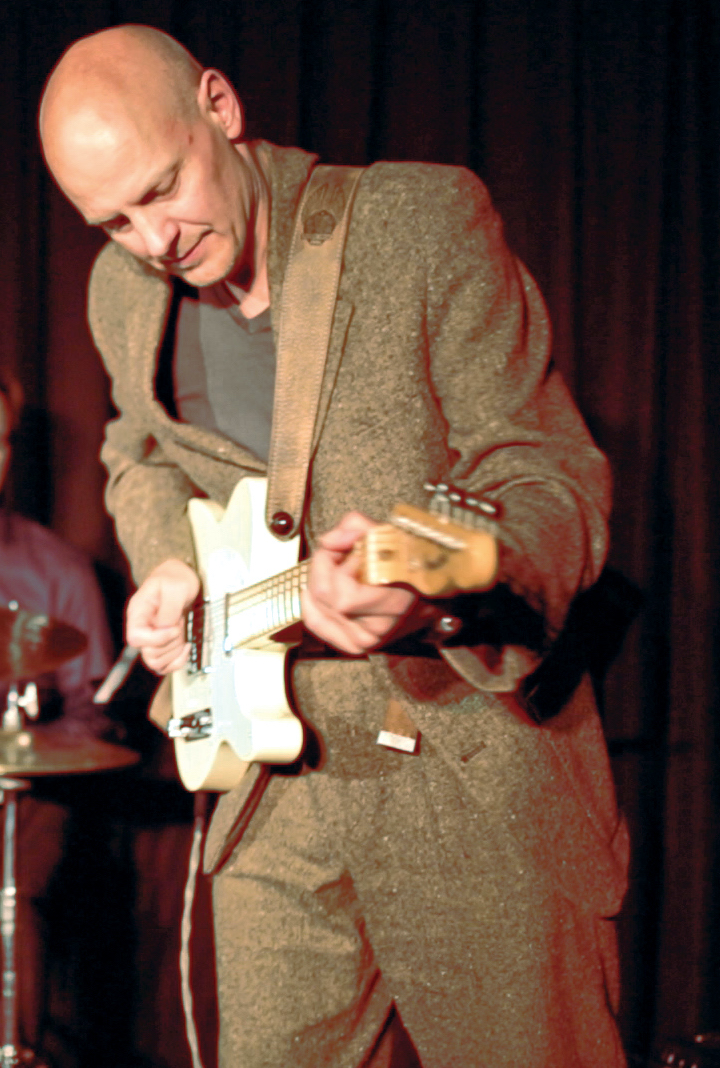
Marcus Klossek (2018)

Marcus Klossek (* 1968 in Essen) ist ein deutscher Fusion- und Jazzmusiker (Gitarre, Komposition).

## Leben und Wirken
Klossek absolvierte ab 1992 sein Bachelorstudium am Conservatorium van Amsterdam. Dann wurde er Teil der Berliner Jazzszene.
Mit seinem Electric Trio, zu dem aktuell Carsten Hein am Bass und Derek Scherzer am Schlagzeug gehören, tourte er bundesweit und veröffentlichte er mehrere Alben bei Mons Records, Unit Records und Double Moon Records. Für sein Sextett, mit dem er 2023 das Album Blink 6 veröffentlichte, verstärkte Klossek dieses Trio mit der Posaunistin Anke Lucks, dem Trompeter Nikolaus Neuser und dem Tenorsaxophonisten Ignaz Dinné. Er trat auch mit dem Sandra Weckert Trio auf.
Außerdem arbeitet Klossek seit vielen Jahren als Dozent für Gitarre, Ensembles und Workshops.

## Diskographische Hinweise
- Marcus Klossek: Blink 6 (Double Moon Records 2023)
- Marcus Klossek Electric Trio: Tales from the Edge (Double Moon Records 2022)
- Marcus Klossek Electric Trio: Time Was Now (Double Moon Records 2020)
- Marcus Klossek Electric Trio: Taken from the Skies (Unit Records 2018)